# 穆爾河
穆爾河（德語：Mur）是中歐的一條河流，德拉瓦河的支流之一。全長464公里，其中295公里在奧地利境內，98公里在斯洛維尼亞境內，其余河段位於克羅埃西亞和匈牙利兩國邊界。 

## 外部連結
- 维基共享资源上的相關多媒體資源：Mur
- Condition of Mur at Gornja Radgona and Petanjci - graphs, in the following order, of water level, flow and temperature data for the past 30 days (taken by ARSO)